# Billy Waters
Billy Waters (v. 1778-1823) est un homme noir qui se produisait dans les rues de Londres au XIXe siècle en chantant et jouant du violon et divertissait les amateurs de théâtre avec des « pitreries » propre à lui. Il devint connu lorsqu'il joua dans la pièce Tom et Jerry, ou la Vie à Londres (Tom and Jerry, or Life in London de William Thomas Moncrieff en 1821.

## Biographie
Billy Waters fut repéré alors qu'il était un mendiant dans les rues de Londres, où il jouait du violon pour divertir les amateurs de théâtre en échange de quelques halfpennies (équivalent d'1/480e d'une livre sterling actuelle). On dit qu'il fut un esclave en Amérique avant d'échanger sa servitude contre un poste de marin britannique. Sa grande réputation vint de ses ascendances africaines, son uniforme de la marine, sa jambe de bois, son violon et son chapeau à plumes. Waters perdit sa jambe en tombant du gréement, quand il était marin dans la marine anglaise, bien que d'autres sources laissent entendre qu'il l'eut perdue au combat durant de la Guerre d'indépendance des États-Unis. Il devait subvenir aux besoins de sa femme et de ses deux enfants et dans les années 1780 il se produisit devant l'Adelphi Theatre. Waters et ses « pitreries » bien à lui devinrent tellement célèbres qu'on lui demanda de se produire sur scène en jouant ce même rôle.
Waters fut l'un des personnages londoniens qui apparurent dans la pièce de William Thomas Moncrieff Tom et Jerry, ou la vie à Londres, une adaptation scénique interdite du livre de Pierce Egan intitulé Life in London, or Days and Nights of Jerry Hawthorne and his elegant friend Corinthian Tom, paru en 1821. Waters fut l'une des 10 000 personnes d'origine africaine qui gagnaient leur vie à cette époque en Angleterre. Il était très pauvre et on a dit qu'il a évité deux fois le châtiment de la trépigneuse (treadmill) grâce à sa jambe de bois.
À la fin de sa vie, Waters fut élu le « roi des mendiants » d'un avis général à la paroisse St Giles de Londres à cause de sa célébrité et de l'estime de ses pairs. Sa maigre pension de la marine l'avait laissé tellement pauvre qu'il dut vendre son violon et on a dit qu'il aurait également vendu sa jambe de bois si elle n'avait pas été sans valeur à cause de l'usure. Waters tomba malade et dut entrer à la workhouse St Giles où il mourut en 1823, dix jours après y être entré. Il fut enterré au cimetière St Pancras de Londres.
Il écrivit son testament en vers, et l'une des sections disait : 
Thus poor Black Billy's made his Will,

His Property was small good lack,

For till the day death did him kill

His house he carried on his back.

The Adelphi now may say alas!

And to his memory raise a stone:

Their gold will be exchanged for brass,

Since poor Black Billy's dead and gone.
(en français : Et ainsi, le pauvre Black Billy fit son testament, / Ses biens étaient très maigres, / Car, jusqu'au jour où la mort vint le chercher, / Il transportait sa maison sur son dos. / L'Adelphi peut maintenant dire « hélas! » / Et ériger une pierre en sa mémoire : / Leur or sera échangé contre du laiton, / Puisque que le pauvre Black Billy est mort et enterré.)

## Héritage

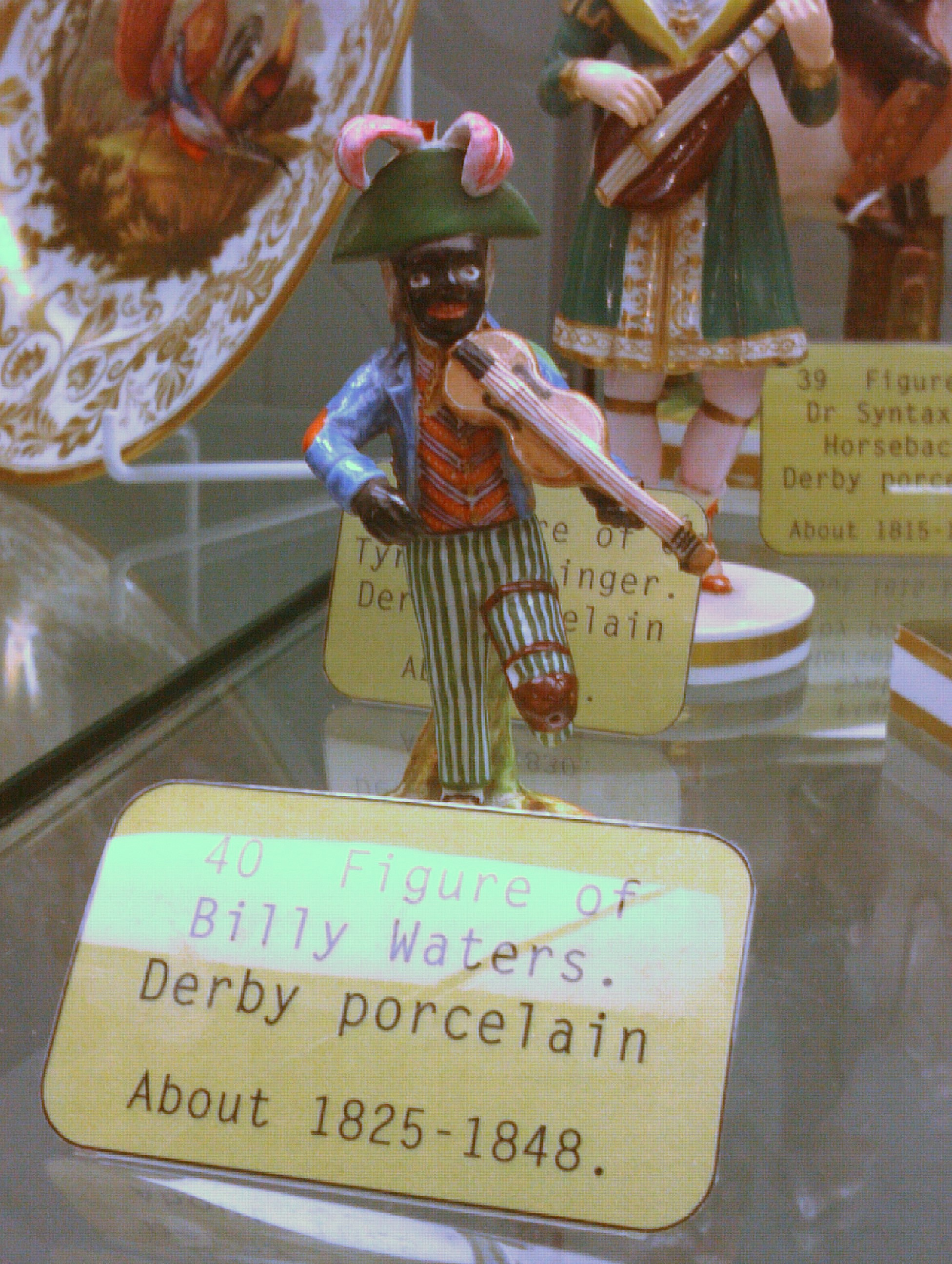
Figurine de Waters en porcelaine de Derby, datée de 1825-1848, qui se trouve à présent au Derby Museum

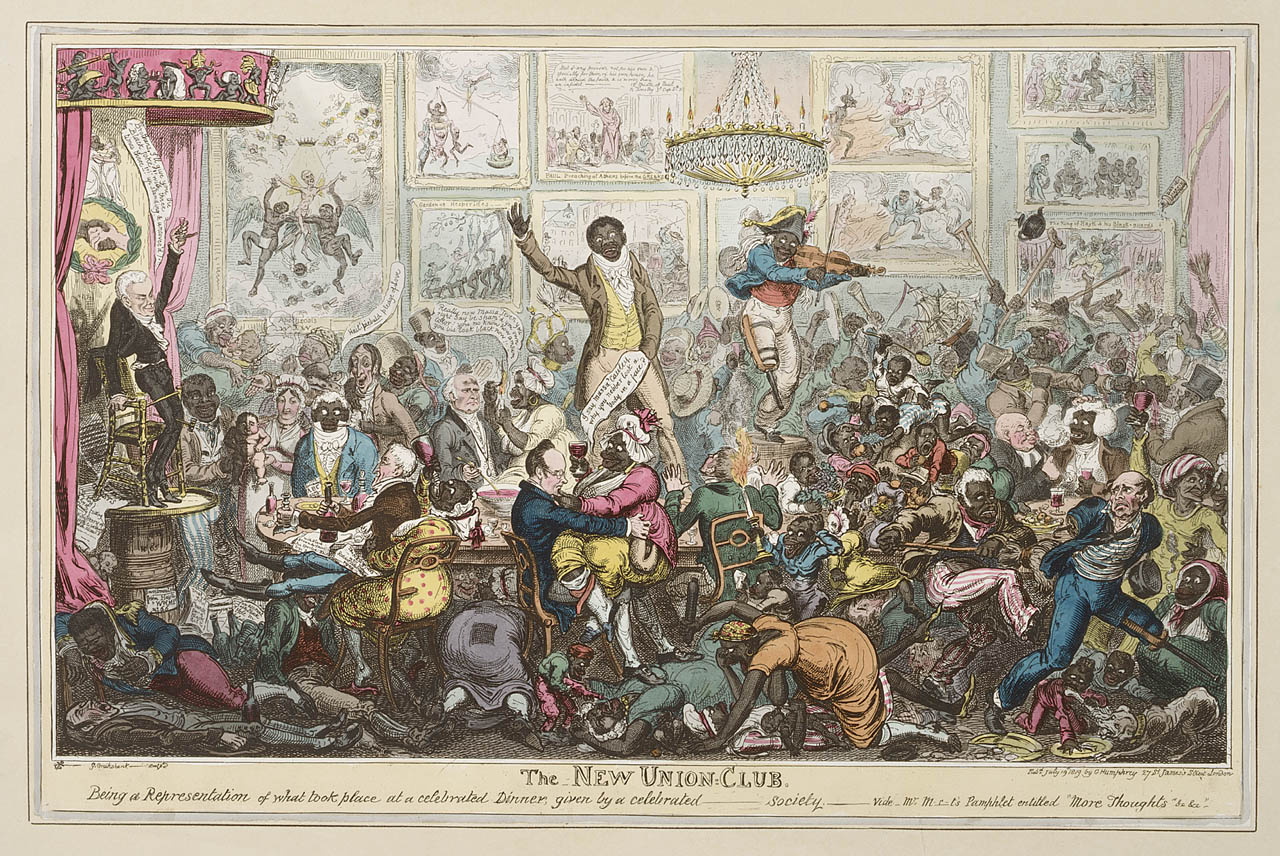
Billy Waters amuse la foule

Après sa mort, on réalisa des figurines de porcelaine à son effigie, notamment par les ateliers de poterie du Staffordshire mais également en porcelaine de Derby. La figurine exposée se trouve aussi au Victoria and Albert Museum et cette ré-édition a été datée de 1862. Ces figurines ont été faites à Derby, presque quarante ans après la mort de Waters, à l'usine de Derby Stevenson & Hancock. Le modelage d'Edward Keys a été fait dans l'idée de reprendre le marché aux figurines de céramique du Staffordshire. Il existe une esquisse faite par Thomas Lord Busby extraite de son livre Costume of Lower Orders of London. Un portrait plus réaliste de Waters est lui attribué à David Wilkie.
La figurine de poterie est elle très similaire à une gravure faite par George Cruikshank en 1819 où l'on voit Waters divertissant une foule à un « célèbre dîner » fictif de ceux impliqués dans le mouvement pour l'abolition de l'esclavage. Plusieurs abolitionnistes renommés sont parodiés dans cette gravure. L'une des ressemblances est que c'est la même jambe qu'il manque, ce qui contraste avec le portrait de Sir David Wilkie où c'est l'autre jambe qui est manquante.